# Bulgasal
Bulgasal: Immortal Souls (Hangul: 불가살; RR: Bulgasal, lit. The Immortal), es una serie de televisión surcoreana transmitida del 18 de diciembre de 2021 hasta el 6 de febrero de 2022 a través de tvN. La serie también está disponible en Netflix.

## Sinopsis
La serie gira en torno a Dan-hwal y Min Sang-woon.
Dan-hwal, es un hombre que ha vivido durante más de 600 años como bulgasal (una criatura mítica que se alimenta de sangre humana) y que ha sido maldecido con la inmortalidad. Mientras que Sang-woon, es una mujer que previamente fue una bulgasal y que ha pasado por varias reencarnaciones a lo largo de 600 años recordando todas sus vidas pasadas.

## Reparto

### Personajes principales[8]
- Lee Jin-wook como Dan Hwal, un hombre que hace 600 años solía ser humano hace, pero termina convirtiéndose en un bulgasal durante la dinastía Joseon mientras trabajaba como un oficial militar. Ahora tiene como objetivo completar la misión de borrar los restos de la dinastía anterior.[9]
  - Lee Joo-won como Dan Hwal de pequeño.
- Kwon Na-ra como Min Sang-woon (en 2021) / Kim Hwa-yeon (en 1971), una mujer que alguna vez fue un bulgasal, pero que reencarnó como humana. Después de sufrir la pérdida de su madre y su hermana gemela a manos de un asesino no identificado, escapa con su hermana menor Min Shi-ho y viven tranquilamente, hasta que aparece un bulgasal que amenaza con destruir su vida.[10][11]
  - Han Seo-jin como Sang-woon (en 2006) de pequeña / Min Sang-yeon (en 2006).
- Lee Joon como Ok Eul-tae, un bulgasal carismático y manipulador que vive en secreto y que ha disfrutado de la inmortalidad durante los últimos siglos. Eul-tae ha acumulando inmensas riquezas que posteriormente utiliza para controlar a políticos, empresarios y medios de comunicación.[12][13][14]
- Gong Seung-yeon como Min Shi-ho (en 2021) / Dan Sol.
  - Lee A-ra como Shi-ho (en 2006) de pequeña.
  - Park Sun-ah como Shi-ho, de adulta 30 años después (Ep. 16).

1. Min Shi-ho, es la reencarnación de Dan Sol y la hermana menor de Min Sang-woon.
2. Dan Sol, es la esposa de Dan Hwal, así como la hija de una familia poderosa y adinerada, debido a su padre termina casándose, lo que la lleva a sufrir varias desgracias, incluidas la muerte de su hijo.[15][16]

### Personajes secundarios
- Jung Jin-young como Kwon Ho-yeol (en 2021) / Dan Geuk.
  - Park Seung-joon como Ho-yeol (en 1975) de pequeño (Ep. 3, 6, 9).

1. Dan Geuk, un poderoso general y el padre de Dan-sol.
2. Kwon Ho-yeol, la reencarnación de Dan Geuk y un ex detective.

- Park Myung-shin como Lee Hye-suk (en 2021) / Munyeo.
  - Yoon Dan-bi como Hye-suk de adulta joven (Ep. 14).
  - Shin Soo-yun  como Hye-suk de adolescente (Ep. 14).
  - Ok Ye-rin como Hye-suk (en 1971) de pequeña (Ep. 7, 12).

1. Munyeo, una chamán que vivió hace 600 años.
2. Lee Hye-suk:, es la reencarnación de la chamán, quien siempre ayuda a Dan Hwal.

- Kim Woo-seok como Nam Do-yoon, un joven estudiante que sigue a Dan Hwal y trabaja para Ok Eul-tae. Cuando conoce a Min Shi-ho pronto se siente apegado a ella. Más tarde se revela que es la reencarnación del hijo de Dan Hwal y Dan Sol.
  - Han Seung-yup como Do-yoon de adulto, 30 años después (Ep. 16).
- Lee Young-ran como Kim Go-bun, empleada del asilo de ancianos Baekilhong.
  - Oh Yu-jin como Go-bun (en 1971) de joven (Ep. 7).
- Kim Jung-ho como el detective Gu / Aldeano, un aldeano de hace 600 años (Ep. 16).
- Choi Jae-woong como el detective Ham / Yang Se-chul, un soldado.
- Yang Seung-ri como el secretario de Ok Eul-tae.
- Park Joo-hwan como Dan Ah-chan, como el hijo de Dan Hwal y Dan Sol.
- Lee Jin-hee como Sang Un-mo, la madre de Min Sang-woon, Min Sang-yeon	y Min Shi-ho en 2006.
- Susanna Noh como Lee Su-gyeong, una detective y la madre de Dan Hwal.
- Cha Hee como Kim Sang-hui, la secretaria de Ok Eul-tae, así como una Dueoksini.

### Otros personajes
- Lee Woo-joo como un niño capturado (Ep. 1).
- Lee Chae-hyun como el hijo adoptivo de Munyeo hace 1000 años.
- Kim Su-ha como la hija adoptiva de Munyeo hace 1000 años.
- Lee Jin-hee como Sang Un-mo (Ep. 1).[17]
- Jo Seung-yeon como la sirvienta de Dan Sol (Ep. 1).
- Moon So-hee como un Dueoksini, un monstruo con apariencia de niña (Ep. 1, 10).
- Kwon Ye-eun como Yeon Ji, la hija de Pal Bong (Ep. 1) y una residente de la aldea (Ep. 15).
- Park Joo-ha como la hermana menor de Yeon Ji (Ep. 1).
- Kim Bi-bi como una aldeana de hace 600 años (Ep. 1, 16) y Gapsangoe, un pirómano que se deleita prendiendo fuego a cosas y personas (Ep. 7).
- Kim So-sook como un vecino (Ep. 2).
- Sul Joo-mi como una empleada de la lavandería (Ep. 2).
- Jo Ji-hyun como Hong Ji-suk, una mujer en la lavandería (Ep. 2, 3).
- Kim Kyung-duk como un conductor de autobús (Ep. 2, 3).
- Jung Sun-chul como Choi Jae-yeong (Ep. 13) y un pintor entre los años 1593-1596 (Ep. 2, 3).
- Seo Young-sam como el gerente de lavandería (Ep. 3).
- Ok Il-jae como un oficial de la policía (Ep. 3).
- Ko Na-young como la cajera de la farmacia Woo (Ep. 3).
- Seo Kwang-jae como un vendedor de espadas antiguas (Ep. 3).
- Shin Min-soo como un vendedor de espadas antiguas (Ep. 3).
- Eom Ji-man como un detective (Ep. 3, 4).
- Ahn Seo-yeon como Kwon Sun-hee, hermana menor del detective Kwon Ho-yeol en 1975 (Ep. 3, 6, 9).
- Cho Joon como el padre de Kwon Ho-yeol y Kwon Sun-hee en 1975.
- Yoon Hyun como un paramédico (Ep. 5).
- Lee Soo-yeon como una mesera (Ep. 5).
- Lee Jung-hyun como Kang Cheol-yong (Ep. 5, 6).
- Kim Hyun-myung como un hombre de traje negro (Ep. 5, 6).
- Moon Jung-dae como un alcalde (Ep. 6).
- Uhm Tae-ok como un guardia de seguridad del embalse (Ep. 6).
- Do Ye-chan como un detective (Ep. 5, 14).
- Sung Min-soo como un doctor (Ep. 7).
- Eom Ok-ran como una mesera (Ep. 7).
- Kim Nam-jin como la dueña de la posada (Ep. 7).
- Lee Sung-il como un congresista (Ep. 7).
- Keum Dong-hyun como el hijo de la chamán (Ep. 7).
- Goo Jae-yeon como una residente de la aldea (Ep. 7).
- Kim Jung-hwan como el padre de Kim Hwa-yeon en 1971 (Ep. 7).
- Ahn Hyeon-jeong como la madre de Kim Hwa-yeon en 1971 (Ep. 7).
- Park Young-bok como un vecino en 1971 (Ep. 7).
- Lee Jong-woon el CEO de Sangyong Daily (Ep. 7).
- Yoo Ji-hyuk como el padre de Dan Hwal y esposo de Lee Su-gyeong (Ep. 8).
- Im Seung-min como el hijo de Lee Su-gyeong (Ep. 8).
- Choi Gyo-shik como el dueño de la tienda de conveniencia (Ep. 8).
- Byun Jin-soo como un vendedor de frutas (Ep. 8, 9).
- Sa Min-kyung como una vendedora de frutas (Ep. 8, 9).
- Kim Tae-baek como el esposo de Kim Sang-hui (Ep. 10, 13).
- Kwon Dong-ho como Gong Min-su (Ep. 13, 14).
- Kim Sang-bo como un detective (Ep. 13, 14).
- Jang Joon-hyun como un detective (Ep. 13, 14).
- Hong Suk-youn como un agricultor (Ep. 14).
- Han Dong-gyu como Goo-bong, un hombre que vive una vida desafortunada debido al Bulgasal, así como un residente de la aldea (Ep, 15, 16).[18]
- Yoo Jung-ho como un aldeano de hace 600 años (Ep. 16) y el propietario del Galaxy Photo Studio (Ep. 15).
- Baek Seung-chul como Pal Bong, un aldeano (Ep. 16).
- Lee Jae-seong como un empleado de Happy Butcher Shop.
- Kim Mi-ra como la esposa de Nam Do-yoon 30 años después (Ep. 16).
- Kook Joong-woong como un buen samaritano (Ep. 16).
- Yoon Gi-chang como el padre biológico de hace 1,000 años (Ep. 16).

## Episodios
La serie conformada por dieciséis episodios, fue emitida por la tvN del 18 de diciembre de 2021 al 6 de febrero de 2022 todos los sábados y domingos a las 21:00 en el Huso horario de Corea (KST).

### Índice de audiencia
Los números en color rojo indican las calificaciones más bajas, mientras que los números en azul indican las calificaciones más altas.	
| Episodio | Fecha de emisión        | Participación promedio de audiencia (Nielsen Korea) | Participación promedio de audiencia (Nielsen Korea) |
| Episodio | Fecha de emisión        | Nacional                                            | Seúl                                                |
| -------- | ----------------------- | --------------------------------------------------- | --------------------------------------------------- |
| 1        | 18 de diciembre de 2021 | 6.346 % (1.ª)                                       | 7.390 % (1.ª)                                       |
| 2        | 19 de diciembre de 2021 | 5.826 % (1.ª)                                       | 6.036 % (1.ª)                                       |
| 3        | 25 de diciembre de 2021 | 4.775 % (1.ª)                                       | 4.413 % (1.ª)                                       |
| 4        | 26 de diciembre de 2021 | 4.128 % (1.ª)                                       | 4.301 % (1.ª)                                       |
| 5        | 1 de enero de 2022      | 3.415 % (1.ª)                                       | 3.622 % (1.ª)                                       |
| 6        | 2 de enero de 2022      | 4.077 % (1.ª)                                       | 4.374 % (1.ª)                                       |
| 7        | 8 de enero de 2022      | 4.455 % (1.ª)                                       | 5.062 % (1.ª)                                       |
| 8        | 9 de enero de 2022      | 4.166 % (1.ª)                                       | 4.520 % (1.ª)                                       |
| 9        | 15 de enero de 2022     | 3.043 % (2.ª)                                       | 3.383 % (2.ª)                                       |
| 10       | 16 de enero de 2022     | 4.272 % (1.ª)                                       | 4.893 % (1.ª)                                       |
| 11       | 22 de enero de 2022     | 3.679 % (1.ª)                                       | 4.073 % (1.ª)                                       |
| 12       | 23 de enero de 2022     | 4.460 % (1.ª)                                       | 5.034 % (1.ª)                                       |
| 13       | 29 de enero de 2022     | 3.593 % (1.ª)                                       | 3.594 % (1.ª)                                       |
| 14       | 30 de enero de 2022     | 3.664 % (1.ª)                                       | 3.825 % (1.ª)                                       |
| 15       | 5 de febrero de 2022    | 3.660 % (1.ª)                                       | 3.936 % (1.ª)                                       |
| 16       | 6 de febrero de 2022    | 5.050 % (1.ª)                                       | 5.019 % (1.ª)                                       |
| Promedio | Promedio                | 4.288 %                                             | 4.592 %                                             |

## Banda sonora
El OST de la serie está conformado por las siguientes canciones:	

### Parte 1
| No. | Intérpretes | Canción         | Letra                       | Música                      | Duración |
| --- | ----------- | --------------- | --------------------------- | --------------------------- | -------- |
| 1   | 4Men        | "Leave" (하루)  | Nam Hye-seung y Park Jin-ho | Nam Hye-seung y Park Jin-ho | 4:51     |
| 2   |             | "Leave" (Inst.) | -                           | Nam Hye-seung y Park Jin-ho | 4:51     |

### Parte 2
| No. | Intérpretes        | Canción          | Letra                      | Música                         | Duración |
| --- | ------------------ | ---------------- | -------------------------- | ------------------------------ | -------- |
| 1   | Kim Yeji ft. Kardi | "Tunnel"         | Nam Hye-seung y Janet Suhh | Nam Hye-seung y Jeon Jong-hyuk | 3:59     |
| 2   |                    | "Tunnel" (Inst.) | -                          | Nam Hye-seung y Jeon Jong-hyuk | 3:59     |

### Parte 3
| No. | Intérprete | Canción                             | Letra                       | Música                      | Duración |
| --- | ---------- | ----------------------------------- | --------------------------- | --------------------------- | -------- |
| 1   | Minseo     | "Can't Forget You" (잊을 수 없다면) | Nam Hye-seung y Park Jin-ho | Nam Hye-seung y Park Jin-ho | 3:59     |
| 2   |            | "Can't Forget You" (Inst.)          | -                           | Nam Hye-seung y Park Jin-ho | 3:59     |

### Parte 4
| No. | Intérprete | Canción           | Letra                      | Música                                   | Duración |
| --- | ---------- | ----------------- | -------------------------- | ---------------------------------------- | -------- |
| 1   | Janet Suhh | "Beyond the Time" | Nam Hye-seung y Janet Suhh | Nam Hye-seung, Jeon Jong-hyeok y Heoseok | 3:14     |
| 2   |            | "Tunnel" (Inst.)  | -                          | Nam Hye-seung, Jeon Jong-hyeok y Heoseok | 3:14     |

## Producción
La dirección estuvo a cargo de Jang Young-woo (장영우), quien contó con el apoyo de los guionistas Kwon So-ra (권소라) y Seo Jae-won (서재원).	
Las fotos de la primera lectura del guion fueron reveladas en 2021.

### Recepción
El 22 de diciembre de 2021, Good Data Corporation compartió su nueva clasificación de los dramas y miembros del elenco que generaron más revuelo durante la semana. Las listas se compilaron a partir del análisis de artículos de noticias, publicaciones de blogs, comunidades en línea, videos y publicaciones en redes sociales sobre los dramas que están actualmente al aire o que saldrán al aire próximamente. La serie obtuvo el puesto número 4 en la lista de dramas, más comentados de la semana. Mientras que el actor Lee Jin-wook ocupó el puesto número 8 dentro de los diez miembros del elenco más comentados de la semana.
El 28 de diciembre de 2021, Good Data Corporation compartió su nueva clasificación de los dramas y miembros del elenco que generaron más revuelo durante la semana. Las listas se compilaron a partir del análisis de artículos de noticias, publicaciones de blogs, comunidades en línea, videos y publicaciones en redes sociales sobre los dramas que están actualmente al aire o que saldrán al aire próximamente. La serie nuevamente obtuvo el puesto número 4 en la lista de dramas, más comentados de la semana. Mientras que el actor Lee Jin-wook ocupó el puesto número 5 dentro de los diez miembros del elenco más comentados de la semana.
El 4 de enero de 2022, Good Data Corporation compartió su nueva clasificación de los dramas y miembros del elenco que generaron más revuelo durante la semana. Las listas se compilaron a partir del análisis de artículos de noticias, publicaciones de blogs, comunidades en línea, videos y publicaciones en redes sociales sobre los dramas que están actualmente al aire o que saldrán al aire próximamente. La serie obtuvo el puesto número 3 en la lista de dramas, más comentados de la semana. Mientras que los actores Lee Jin-wook, Kwon Nara y Lee Joon ocuparon los puestos 7, 8 y 9 respectivamente dentro de los diez miembros del elenco más comentados de la semana.
El 11 de enero de 2022, Good Data Corporation compartió su nueva clasificación de los dramas y miembros del elenco que generaron más revuelo durante la semana. Las listas se compilaron a partir del análisis de artículos de noticias, publicaciones de blogs, comunidades en línea, videos y publicaciones en redes sociales sobre los dramas que están actualmente al aire o que saldrán al aire próximamente. La serie obtuvo el puesto número 3 en la lista de dramas, más comentados de la semana. Mientras que los actores Kwon Nara, Lee Joon y Lee Jin-wook ocuparon los puestos 6, 8 y 10 respectivamente dentro de los diez miembros del elenco más comentados de la semana.
El 18 de enero de 2022, Good Data Corporation compartió su nueva clasificación de los dramas y miembros del elenco que generaron más revuelo durante la semana. Las listas se compilaron a partir del análisis de artículos de noticias, publicaciones de blogs, comunidades en línea, videos y publicaciones en redes sociales sobre los dramas que están actualmente al aire o que saldrán al aire próximamente. La serie obtuvo el puesto número 2 en la lista de dramas, más comentados de la semana. Mientras que los actores Lee Joon, Kim Woo-seok, Lee Jin-wook, Gong Seung-yeon y Kwon Nara ocuparon los puestos 3, 5, 7, 9 y 10 respectivamente dentro de los diez miembros del elenco más comentados de la semana.
El 25 de enero de 2022, Good Data Corporation compartió su nueva clasificación de los dramas y miembros del elenco que generaron más revuelo durante la semana. Las listas se compilaron a partir del análisis de artículos de noticias, publicaciones de blogs, comunidades en línea, videos y publicaciones en redes sociales sobre los dramas que están actualmente al aire o que saldrán al aire próximamente. La serie obtuvo el puesto número 1 en la lista de dramas, más comentados de la semana. Mientras que los actores Lee Joon, Lee Jin-wook, Kwon Nara, Kim Woo-seok y Gong Seung-yeon ocuparon los puestos 2, 4, 6, 7 y 8 respectivamente dentro de los diez miembros del elenco más comentados de la semana.
El 4 de febrero de 2022, Good Data Corporation compartió su nueva clasificación de los dramas y miembros del elenco que generaron más revuelo durante la semana. Las listas se compilaron a partir del análisis de artículos de noticias, publicaciones de blogs, comunidades en línea, videos y publicaciones en redes sociales sobre los dramas que están actualmente al aire o que saldrán al aire próximamente. La serie obtuvo el puesto número 2 en la lista de dramas, más comentados de la semana. Mientras que los actores Lee Jin-wook, Lee Joon, Kwon Nara, Gong Seung-yeon y Kim Woo-seok ocuparon los puestos 3, 4, 8, 9 y 10 respectivamente dentro de los diez miembros del elenco más comentados de la semana.
El 8 de febrero de 2022, Good Data Corporation compartió su nueva clasificación de los dramas y miembros del elenco que generaron más revuelo durante la semana. Las listas se compilaron a partir del análisis de artículos de noticias, publicaciones de blogs, comunidades en línea, videos y publicaciones en redes sociales sobre los dramas que están actualmente al aire o que saldrán al aire próximamente. La serie obtuvo el puesto número 1 en la lista de dramas, más comentados de la semana. Mientras que los actores Lee Joon, Lee Jin-wook, Kwon Nara y Gong Seung-yeon ocuparon los puestos 1, 2, 6 y 8 respectivamente dentro de los diez miembros del elenco más comentados de la semana.